# Thyroptera discifera
Thyroptère de Peters
Espèce
Statut de conservation UICN

 LC  : Préoccupation mineure
Répartition géographique
Synonymes
- Hyonycteris discifera Lichtenstein & Peters, 1855[1]

Thyroptera discifera, le Thyroptère de Peters, est une espèce sud-américaine de chauves-souris de la famille des Thyropteridae.

## Description
Thyroptera discifera a une longueur totale entre 37 et 47 mm, la longueur de l'avant-bras entre 31 et 35 mm, la longueur de la queue entre 24 et 33 mm, la longueur du pied entre 4 et 6 mm, la longueur des oreilles entre 10 et 14 mm et un poids allant jusqu'à 6 g.
La fourrure est longue et duveteuse. Les parties dorsales sont brunes ou rougeâtres, tandis que les parties ventrales sont brun grisâtre ou jaunâtre.
Le museau est long et pointu, les yeux sont petits. Les oreilles sont en forme d'entonnoir, séparées et brun clair. Le tragus est court et avec une extrémité arrondie. Les ailes sont attachées en arrière à la base de la griffe du gros orteil. De grandes pastilles adhésives rondes sont présentes à la base des pouces et sur la plante des petits pieds. Le bout de la longue queue s'étend d'environ 2 à 4 mm au-delà de la large membrane interfémorale, qui est densément couvert de poils sur la surface dorsale jusqu'au niveau des genoux. Le calcar est long et présente un petit renflement le long du bord extérieur.
La colonne vertébrale se compose de sept vertèbres cervicales, douze thoraciques, cinq lombaires, cinq sacrées et six caudales. Les côtes sont larges ; six paires sont attachées au sternum et six paires sont libres.
La langue est longue (10 mm), a une extrémité dorsoventralement aplatie et arrondie et est recouverte de papilles fines et granuleuses. L'hyoïde apparaît aplati, avec une extension pointue atteignant la langue. Les poumons sont constitués d'un seul lobe de chaque côté. Le cœur est ovale, carrément arrondi vers l'arrière, mesurant 6,5 mm de long sur 4,5 mm de large. L'estomac forme un sac aveugle en forme de haricot à partir duquel, du côté droit, à côté du cardia, s'étend l'intestin simple de 55 mm de long, initialement élargi. Le foie est divisé en un lobe gauche plus grand et un lobe droit plus petit. Au-dessous et entre ces lobes se trouve la vésicule biliaire plutôt grande, en forme de poire. La rate est allongée (7 mm) et à trois côtés. Les reins sont en forme de haricot, non lobés et mesurent 5 mm de long. Le pénis mesure environ 8 mm de long et semble dépourvu d'os de soutien internes. L'extrémité postérieure du testicule se trouve à l'extérieur de la cavité abdominale, dans la région inguinale.
Le caryotype est 2n=32 FNa=38.

## Répartition
Thyroptera discifera est présente en Amérique centrale et du Sud jusqu'au Nord de la Bolivie.
Elle vit dans les forêts sempervirentes, le Cerrado, les garrigues et les bananeraies.

## Taxonomie
L'espèce est établie en 1855 à partir d'un spécimen prélevé par Martin Lichtenstein et Wilhelm Peters sous le protonyme de Hyonycteris discifera.

### Liste des sous-espèces
- T.d.discifera : Colombie, Venezuela, Guyana, Suriname, Guyane, Équateur, Pérou, le Nord de la Bolivie et les États brésiliens de Pará, Bahia, Amazonas et Mato Grosso[5].
- T.d.abdita (Wilson, 1976) : Sud-Est du Nicaragua, Nord-Est du Costa Rica et centre du Panama[5].

## Comportement

### Habitation
La chauve-souris se réfugie en petits groupes allant jusqu'à quinze individus à l'intérieur des feuilles enroulées des jeunes bananiers et du genre Heliconia, la tête en haut.

### Alimentation
Elle se nourrit d'araignées et de papillons de nuit.

### Reproduction
La période de lactation correspond à la saison des pluies au Brésil.